# Tarchankut
Tarchankut (ukrainisch Тарханкутський півострів Tarchankutskyj piwostriw, krimtatarisch Tarhanqut yarımadası, russisch Тарханкутский полуостров) ist eine Halbinsel am westlichen Ende der Krim.
Die Halbinsel hat eine Fläche von 1550 km² und ist bis zu 179 m hoch. Im Norden der Halbinsel liegt die Karkinitska-Bucht.
Vor der Küste befindet sich ein Unterwasser-Museum für Taucher.
Zum Naturpark Tarchankut gehört das Kap Tarchankut, auf dem die 2013 errichtete Skulptur Myslitel des Bildhauers Alexander Kit eine Sehenswürdigkeit von regionaler Bedeutung geworden ist.